# Labaroche
Labaroche je občina v departmaju Haut-Rhin francoske regije Alzacija.
Leta 1990 je v občini živelo 1 676 oseb oz. 125 oseb/km².